# Fournes-Cabardès
Fournes-Cabardès é uma comuna francesa na região administrativa de Occitânia, no departamento de Aude. Estende-se por uma área de 12,45 km². Em 2010 a comuna tinha 50 habitantes (densidade: 4 hab./km²).